# Người khổng lồ xanh phi thường
Người khổng lồ xanh phi trường (tựa gốc tiếng Anh: The Incredible Hulk) là một bộ phim siêu anh hùng dựa trên nhân vật Hulk của Marvel Comics, do Marvel Studios sản xuất và Universal Pictures phát hành. Đây là bộ phim thứ hai trong Vũ trụ Điện ảnh Marvel (MCU). Phim do Louis Leterrier đạo diễn với kịch bản của Zak Penn. Phim có sự tham gia của tài tử Edward Norton, Liv Tyler, Tim Roth, Tim Blake Nelson, Ty Burrell và William Hurt. Trong The Incredible Hulk, một câu chuyện sườn mới được lập nên nơi Bruce Banner trở thành Hulk giống như một con tốt vô thức trong một kế hoạch quân sự nhằm phục hồi chương trình siêu chiến binh qua tia bức xạ gamma. Trên đường chạy trốn Banner cố gắng tự chữa mình khỏi trở thành Hulk trước khi bị Tướng Thaddeus "Thunderbolt" Ross bắt. Nhưng những nỗi sợ tồi tệ nhất của anh ập đến khi tên lính thèm khát quyền lực Emil Blonsky trở thành sinh vật tương tự như anh nhưng thú tính hơn nhiều.

## Nội dung
Tại Đại học Culver ở Virginia, Đại tướng Thaddeus "Thunderbolt" Ross gặp Tiến sĩ Bruce Banner, đồng nghiệp và bạn trai của con gái ông Betty, liên quan đến một thí nghiệm mà Ross tuyên bố là nhằm làm cho con người miễn nhiễm với bức xạ gamma. Thí nghiệm là  một phần của chương trình "Siêu chiến binh" từ Chiến tranh Thế giới II mà Ross hy vọng sẽ tái khởi động, đã thất bại. Việc tiếp xúc với bức xạ gamma khiến Banner biến thành Hulk trong một khoảng thời gian ngắn, bất cứ khi nào nhịp tim của anh ta tăng trên 200 nhịp mỗi phút. Hulk phá hủy phòng thí nghiệm và khu vực xung quanh, giết chết một số người bên trong và làm bị thương Đại tướng và Betty, và những người khác bên ngoài. Banner trở thành kẻ chạy trốn khỏi quân đội Hoa Kỳ và Ross, người muốn vũ khí hóa Hulk.
5 năm sau, Banner làm việc tại một nhà máy đóng chai ở Rocinha, Rio de Janeiro, Brasil, trong khi tìm kiếm phương pháp chữa trị cho tình trạng của mình. Trên internet, anh ta hợp tác ẩn danh với một đồng nghiệp chỉ được biết đến với cái tên "Mr. Blue". Anh ấy đang học các kỹ thuật Yoga để giúp giữ kiểm soát và không bị biến đổi trong năm tháng. Sau khi Banner cắt ngón tay của mình, một giọt máu của anh ta rơi vào một cái chai, cuối cùng được một người tiêu dùng lớn tuổi ở Milwaukee, Wisconsin ăn vào, khiến anh ta mắc bệnh gamma. Sử dụng chiếc chai để theo dõi Banner, Ross cử một đội đặc nhiệm, dẫn đầu bởi Emil Blonsky, để bắt anh ta. Banner biến thành Hulk, đánh bại đội của Blonsky và làm Blonsky bị thương nặng. Sau khi Ross giải thích cách Banner trở thành Hulk, Blonsky đồng ý được tiêm một lượng nhỏ huyết thanh tương tự, giúp tăng cường tốc độ, sức mạnh, sự nhanh nhẹn và khả năng hồi phục nhưng cũng bắt đầu biến dạng khung xương và làm suy yếu khả năng phán đoán của anh ta.
Banner trở lại Đại học Culver và đoàn tụ với Betty. Banner bị tấn công lần thứ hai bởi lực lượng của Ross và Blonsky, bị lừa bởi người bạn trai đáng ngờ của Betty là Leonard Samson, khiến Banner một lần nữa biến thành Hulk. Trận chiến sau đó bên ngoài trường đại học chứng tỏ lực lượng của Ross vô ích, và họ rút lui, mặc dù Blonsky, người đang chùn bước, tấn công và chế giễu Hulk. Hulk làm Blonsky bị thương nặng và bỏ trốn cùng Betty. Sau khi Hulk quay lại với Banner, anh ta và Betty tiếp tục chạy trốn, và Banner liên lạc với Mr. Blue, người đã thúc giục họ gặp anh ta ở thành phố New York. Mr. Blue thực sự là nhà sinh học tế bào, Tiến sĩ Samuel Sterns, người nói với Banner rằng anh ta đã phát triển một loại thuốc giải độc có thể áp dụng cho tình trạng của Banner. Sau khi thử nghiệm thành công, anh ta cảnh báo Banner rằng thuốc giải độc chỉ có thể đảo ngược mỗi lần biến đổi. Sterns tiết lộ rằng anh ta đã tổng hợp các mẫu máu của Banner, mà Banner gửi từ Brasil, thành một nguồn cung cấp lớn, để áp dụng "tiềm năng vô hạn" của nó cho y học. Lo sợ sức mạnh của Hulk rơi vào tay quân đội, Banner mong muốn phá hủy nguồn cung cấp máu.
Blonsky được hồi phục gia nhập lực lượng của Ross để nỗ lực thứ ba nhằm bắt Banner. Họ thành công, Banner và Betty được đưa đi trên một chiếc trực thăng. Blonsky ở lại và ra lệnh cho Sterns tiêm máu Banner cho anh ta, vì anh ta thèm muốn sức mạnh của Hulk. Thí nghiệm biến Blonsky thành Abomination, một sinh vật có kích thước và sức mạnh vượt trội hơn Hulk. Anh ta tấn công Sterns, người bị dính một ít máu của Banner ở vết cắt trên trán, khiến anh ta cũng bắt đầu đột biến. Abomination hoành hành qua Harlem. Nhận ra rằng Hulk là người duy nhất có thể ngăn chặn Abomination, Banner thuyết phục Ross thả anh ta ra. Anh ta nhảy từ trực thăng của Ross và biến hình sau khi chạm đất. Sau một trận chiến khắp Harlem, Hulk đánh bại Abomination bằng cách gần như siết cổ anh ta đến chết bằng dây xích, nhưng tha mạng khi nghe lời cầu xin của Betty và để lại Abomination cho Ross và lực lượng của anh ta bắt giữ. Sau khi có một khoảnh khắc yên bình với Betty, Hulk bỏ trốn khỏi New York.
Một tháng sau, Banner ở Bella Coola, British Columbia. Thay vì ngăn chặn sự biến đổi của mình, anh ta bắt đầu biến đổi một cách có kiểm soát với một nụ cười nhếch mép nhẹ. Sau đó, Tony Stark tiếp cận Ross tại một quán bar địa phương và thông báo với anh ta rằng một đội đang được tập hợp lại với nhau.

## Diễn viên
- Edward Norton trong vai Bruce Banner / Người khổng lồ xanh: Một nhà vật lý hạt nhân và nhà hóa sinh tại Đại học Culver, vì tiếp xúc với bức xạ gamma , biến thành một con quái vật hình người khổng lồ màu xanh lá cây khi tức giận hoặc kích động. David Duchovny là người dẫn đầu cho bộ phim trước khi Norton tuyển chọn,  trong khi lựa chọn ban đầu của Louis Leterrier cho vai diễn này là Mark Ruffalo , người sau này sẽ đóng vai Banner trong các bộ phim của Marvel Cinematic Universe trong tương lai .  Gale Anne Hurd nhớ lại những miêu tả về tính hai mặt của Norton trong Câu lạc bộ Chiến đấu và Sợ hãi Nguyên thủy , trong khi Norton nhắc Kevin Feige nhớđến Bill Bixby , người đóng vai Banner trong phim truyền hình .  Lou Ferrigno, người đóng vai Hulk với Bixby, nhận xét Norton "có vóc dáng tương tự [và] tính cách tương tự".  Norton là mộtngười hâm mộ Hulk , cho rằng những lần xuất hiện đầu tiên trong truyện tranh, chương trình truyền hình Bixby, và Bruce Jones 'chạy trên truyện tranh, là những mô tả yêu thích của anh ấy về nhân vật.  Anh ấy đã bày tỏ sự quan tâm đến vai diễn trong bộ phim đầu tiên. Ban đầu, anh ấy từ chối phần này, nhớ lại rằng "có [có] yếu tố nhăn nhó hoặc phần phòng thủ của bạn đã giật lùi về phiên bản tồi tệ của điều đó sẽ như thế nào", vì anh ấy cảm thấy bộ phim trước đó "khác xa với một câu chuyện mà đã quen thuộc với mọi người, [...] vốn là một câu chuyện đào tẩu ". Khi gặp Leterrier và Marvel, anh thích tầm nhìn của họ và tin rằng họ đang tìm đến anh để hướng dẫn dự án. Do đó, Norton đã viết lại kịch bản.  "Kịch bản của Edward đã mang đến cho câu chuyện của Bruce những sức hút thực sự," Leterrier nói. "Phải thừa nhận rằng tôi không phải là đạo diễn người lớn nhất, nhưng chỉ vì chúng tôi đang làm một bộ phim siêu anh hùng nên nó không nhất thiết phải thu hút những cậu bé 13 tuổi. Tôi và Ed đều coi các siêu anh hùng như những vị thần Hy Lạp mới ." 
  - Lou Ferrigno lồng tiếng cho Hulk. Tại New York Comic Con Leterrier năm 2008 đã công khai đề nghị Ferrigno cơ hội lồng tiếng cho Hulk cho bộ phim. Đây đánh dấu lần thứ ba Ferrigno đóng vai Hulk, cũng là người lồng tiếng cho nhân vật này trong loạt phim hoạt hình năm 1996 . Ban đầu, câu thoại duy nhất của Hulk là "Betty" ở cuối phim, đây sẽ là từ đầu tiên của anh ấy. Leterrier biết rằng người hâm mộ muốn anh ấy nói chuyện bình thường, và nói thêm "Hãy để tôi yên!" và "Hulk smash!" Dòng thứ hai nhận được sự cổ vũ trong một buổi chiếu phim mà anh ấy tham dự. Ferrigno cũng có một vai khách mời trong phim với vai một nhân viên bảo vệ bị Banner mua chuộc bằng một chiếc bánh pizza.
- Liv Tyler trong vai Betty Ross: Một nhà sinh học tế bào và là bạn gái cũ của Bruce, người mà anh ta phải chia tay vì tình trạng của mình. Tyler bị thu hút bởi câu chuyện tình yêu trong kịch bản và là một fan hâm mộ của chương trình truyền hình vì "tính nhân văn và những gì [Banner] đang trải qua".  Cô ấy được gọi về vai diễn khi đang lái xe về nhà và cô ấy đã nhận vai sau một ngày mà không cần đọc kịch bản.  Tyler và Norton đã dành hàng giờ để thảo luận về cuộc sống của Bruce và Betty trước khi anh trở thành Hulk.  Cô ấy nói quay phần này "rất thể chất, rất vui", và so sánh màn trình diễn của cô với "một con nai bị lọt vào đèn pha", vì Betty bị sốc trước sự trở lại bất ngờ của Lý Tiểu Long trong cuộc đời cô.
- Tim Roth trong vai Emil Blonsky / Abomination: Một sĩ quan sinh ra ở Nga trong Đội đặc nhiệm Thủy quân lục chiến Hoàng gia của Vương quốc Anh cho Ross mượn, người thèm muốn sức mạnh của Hulk, được tiêm nhiều loại huyết thanh khác nhau để biến anh ta thành một con quái vật hình người gần như không xương mạnh mẽ như Hulk. Roth cho biết anh đã tham gia để làm hài lòng các con trai của mình, vốn là những người hâm mộ truyện tranh siêu anh hùng. Khi còn là một thiếu niên, Roth là một fan của loạt phim truyền hình những năm 1970, và anh cũng nhận thấy những ý tưởng của Leterrier "rất đen tối và rất thú vị". Roth bắt đầu xem bộ phim năm 2003 để chuẩn bị cho phần này, nhưng đã dừng lại vì anh không muốn bị cuốn vào những tranh cãi về chất lượng của bộ phim và so sánh mình với bộ phim đó. Chính Roth là người đề nghị Blonsky đi lính, trong khi trong truyện tranh, anh là một đặc vụ KGB. Leterrier là một người hâm mộ tác phẩm của Roth và cảm thấy "thật tuyệt khi chứng kiến một cậu bé Cockney bình thường trở thành siêu anh hùng!", nhưng Marvel và Norton ban đầu đã miễn cưỡng chọn cậu bé.  Trước khi tham gia Punisher: War Zone, Ray Stevenson đang thảo luận về vai diễn này. Roth chuẩn bị cho phần này bằng cách học cách bắn súng và đột nhập vào phòng với hai chuyên gia. Roth thấy việc quay các cảnh rượt đuổi là khó khăn, bởi vì để cho thấy sự già nua của Blonsky, anh ta không thể tập luyện được. Anh đặc biệt cảm thấy khó khăn khi chạy khi bị kéo bằng dây nịt, được sử dụng để thể hiện khả năng chạy 30–40 dặm / giờ của Blonsky được tiêm vào cơ thể. Cyril Raffaelli thực hiện một số pha nguy hiểm của Roth. Roth thích thú với cảnh quay chuyển động, khiến anh nhớ đến rạp hát ngoài rìa, và anh thuê huấn luyện viên của mình từ Planet of the Apes để hỗ trợ anh khắc họa chuyển động của con quái vật.
- Tim Blake Nelson trong vai Samuel Sterns: Nhà sinh học tế bào, người phát triển một loại thuốc giải độc có thể cho tình trạng của Banner. Về cuối phim, Sterns tiếp xúc với một số chất bắt đầu biến đổi thành Leader.
- Ty Burrell trong vai Leonard Samson: Một bác sĩ tâm thần có mối quan hệ với Betty trong thời gian Lý Tiểu Long vắng mặt. Burrell đã biểu diễn cùng Norton trong vở kịch Burn This ngoài sân khấu vào năm 2003, và khi Leterrier gặp anh ta, anh ta nhận ra Burrell là "kẻ giật dây" trong bản làm lại Dawn of the Dead năm 2004 ,  đó là cách Samson được mô tả trong kịch bản trước khi Norton viết lại nó.
- William Hurt trong vai Thaddeus "Thunderbolt" Ross: Cha của Betty và là một tướng lĩnh của Quân đội Hoa Kỳ, người đã cống hiến hết mình để bắt Hulk. Leterrier chọn Hurt vì "Ross thể chất hơn, bùng nổ hơn trong phim này, và không có diễn viên nào đi từ 0 đến 100 tốt như William."  Anh ấy so sánh Ross với Đội trưởng Ahab. Hulk là siêu anh hùng yêu thích của Hurt, và con trai ông cũng là một fan cuồng của nhân vật này. Hurt nhận thấy việc sản xuất rất khác với "sự lo lắng thuần túy" điển hình của phim trường, thấy nó giống với một bộ phim độc lập hơn. Anh ta mô tả Ross là "bị sỉ nhục bởi lương tâm của Hulk: anh ta thực sự thấy và nhận ra rằng nó phát triển hơn của anh ta, mặc dù anh ta là một người yêu nước và một chiến binh cho đất nước của mình. Anh ta đã hy sinh [nhiều] cho mục đích đó, nhưng đôi khi phải trả giá về con người của anh ấy - điều mà anh ấy thỉnh thoảng phục hồi. "  Vào tháng 6 năm 2015, khi suy nghĩ về cách trả đũa của anh ấy trong Captain America: Civil War khác với bộ phim này như thế nào, Hurt nói, "Những gì tôi đã tạo ra [cho The Incredible Hulk] là một Ross đúng ra khỏi kiểu tiểu thuyết đồ họa, theo một cách nào đó, anh ta giống như một bộ phim hoạt hình, theo một cách nào đó, giống như những con quái vật. Cái tôi của anh ấy cũng lớn và những vấn đề của anh ấy cũng lớn không kém. Tôi thực sự đã làm điều đó một cách có ý thức. Tôi đã tạo ra một Tướng Ross trước đó, tạo ra một cảm giác khó chịu cho những con quái vật, bằng cách biến anh ta thành một con quái vật người. Tôi đã làm việc rất chăm chỉ trong việc trang điểm cũng như hành vi phóng đại và những thứ tương tự như vậy và chứng rối loạn tâm thần có kiểm soát. "  Sam Elliott đã bày tỏ sự quan tâm đến việc trở lại vai diễn này trong bộ phim Hulk năm 2003.

Robert Downey Jr. có một vai khách mời không được công nhận là Tony Stark / Người Sắt ở cuối phim. Downey xuất hiện như một sự ưu ái dành cho Marvel Studios, điều mà anh ấy thừa nhận là một bước đi thông minh của Marvel, bởi vì khi anh ấy đang quảng cáo cho bộ phim của mình, anh ấy cũng sẽ phải đề cập đến quá trình sản xuất khác của họ. Đồng sáng tạo Hulk, Stan Lee, đóng vai một người đàn ông bị ốm khi uống soda bị nhiễm độc máu của Banner. Michael K. Williams xuất hiện như một người ngoài cuộc của Harlem, một vai diễn được viết cho anh ta bởi Norton, một người hâm mộ của The Wire. Paul Soles, người lồng tiếng cho Banner trong loạt phim hoạt hình năm 1966 The Marvel Super Heroes, xuất hiện với tư cách là Stanley, một chủ nhà hàng pizza tốt bụng, người đã giúp đỡ Banner. Ngoài ra, Bill Bixby quá cố xuất hiện, trong một cảnh trong bộ phim hài kịch truyền hình The Courtship of Eddie's Father của anh ấy trên một chiếc Banner truyền hình đang xem ở đầu phim. Rickson Gracie có một vai nhỏ là chỉ đạo võ thuật của Bruce Banner; mặc dù Gracie có nền tảng Jiu-Jitsu Brazil, nhưng ông vẫn được coi là một huấn luyện viên Aikido. Nữ diễn viên Brazil Débora Nascimento xuất hiện trong vai Martina, đồng nghiệp của Banner tại một nhà máy sản xuất đồ uống. Peter Mensah đóng một vai nhỏ là Tướng Joe Greller, một trong những người bạn / cộng sự quân sự của Tướng Ross. Christina Cabot đóng vai Thiếu tá Kathleen Sparr, phụ tá riêng của Tướng Ross. Nhân vật phụ của Hulk, Jim Wilson và Jack McGee, lần lượt xuất hiện với tư cách là sinh viên Đại học Culver do P.J. Kerr và Nicholas Rose thủ vai. Martin Starr đóng vai một sinh viên đại học, được coi là "Computer Nerd". Nhân vật này đã được hồi tố tiết lộ là Roger Harrington, vai trò Starr trong Spider-Man: Homecoming (2017), Spider-Man: Far From Home (2019) và Spider-Man: No Way Home (2021), được xác nhận vào tháng 5 năm 2019 bởi Feige.